# Spider-Man 2
Spider-Man 2 – amerykański fantastycznonaukowy film akcji z 2004 roku na podstawie serii komiksów o superbohaterze o tym samym pseudonimie wydawnictwa Marvel Comics. Za jego reżyserię odpowiadał Sam Raimi na podstawie scenariusza Alvina Sargenta. Tytułową rolę zagrał Tobey Maguire, a obok niego w głównych rolach wystąpili: Kirsten Dunst, James Franco, Alfred Molina, Rosemary Harris i Donna Murphy.
Film jest kontynuacją Spider-Mana z 2002 roku. Film przedstawia dalszą historię Petera Parkera, który zmaga się z pogodzeniem swojego życia osobistego z obowiązkami Spider-Mana. Tym razem Parker musi zmierzyć się z nowym wrogiem, Doktorem Octopusem.
Światowa premiera filmu miała miejsce 22 czerwca 2004 roku w Los Angeles. W Polsce zadebiutował on 20 sierpnia tego samego roku. Produkcja przy budżecie 200 milionów dolarów zarobiła prawie 790 milionów i otrzymała pozytywne oceny od krytyków oraz Oscara za najlepsze efekty specjalne. Później Raimi wyreżyserował ostatni film z Maguire’em w roli głównej, Spider-Man 3, który miał premierę w 2007 roku.
Planowana była również czwarta odsłona oraz spin-off o Venomie, jednak oba projekty zostały anulowane. Zamiast tego studio nakręciło reboot serii zapoczątkowany filmem Niesamowity Spider-Man z 2012 roku z Andrew Garfieldem w głównej roli. Po drugim filmie studio zdecydowało się na drugi reboot, tym razem jako część franczyzy Filmowego Uniwersum Marvela z Tomem Hollandem w roli Spider-Mana.

## Streszczenie fabuły
Dwa lata po śmierci Normana Osborna Peter Parker odsunął się od swojej miłości Mary Jane Watson, jak i swojego najlepszego przyjaciela Harry’ego Osborna. Dowiaduje się też, że jego ciotce May grozi eksmisja. Zdarza się mu tracić swoje moce, często w sytuacjach zagrażających życiu.
Harry, który został szefem działu badań genetycznych i naukowych w Oscorp, sponsoruje projekt energii termojądrowej prowadzony przez naukowca nuklearnego Otto Octaviusa, który jest również mentorem Parkera. Octavius do pracy przy niebezpiecznych materiałach korzysta z uprzęży wyposażonej w potężne robotyczne ramiona – macki ze sztuczną inteligencją. Podczas publicznej demonstracji (w której uczestniczy również Parker) skok mocy powoduje destabilizację reaktora termojądrowego. Octavius odmawia wyłączenia urządzenia, które osiągając stan krytyczny uśmierca żonę Octaviusa, a chip blokujący połączenie nerwowe ramion z układem nerwowym Octaviusa zostaje przepalony. Parker, jako Spider-Man, przerywa eksperyment.
W szpitalu lekarze przygotowują się do chirurgicznego usunięcia uprzęży Octaviusa. Czujące teraz ramiona pozbawione chipa zaczynają się bronić i zabijają lekarzy. Kiedy Octavius odzyskuje przytomność i uświadamia sobie rzeź, jakiej dokonał, postanawia uciec i schronić się w porcie. Będąc pod coraz większym wpływem sztucznej inteligencji macek, postanawia powtórzyć swój eksperyment. Napada na bank, by móc go sfinansować. Parker i May przypadkowo znajdują się w banku i May zostaje wzięta za zakładniczkę. Parker ratuje ją, ale Octavius ucieka ze skradzionymi pieniędzmi. Octavius zostaje nazwany przez Daily Bugle Doktorem Octopusem.
Mary Jane zaręcza się z synem redaktora naczelnego Daily Bugle, astronautą Johnem Jamesonem. Parker jest załamany tym, że nie potrafi odnaleźć równowagi w życiu i traci swoje zdolności. Przestaje być Spider-Manem, wraca do swojego normalnego życia i próbuje pogodzić się z Mary Jane. Śmieciarz przynosi J. Jonahowi Jamesonowi kostium Parkera, który jest przekonany, że udało mu się zmusić Spider-Mana do ukrycia się. Parker mówi May prawdę o śmierci wuja Bena oraz o swojej odpowiedzialności za jego śmierć. May mu wybacza. Wzrost przestępczości w Nowym Jorku zaczyna niepokoić Parkera.
Kiedy okazuje się, że potrzebny jest tryt izotopowy do zasilania reaktora Octavius odwiedza Harry’ego z żądaniami. Harry zgadza się w zamian za Spider-Mana, którego obwinia za śmierć ojca. Informuje Octaviusa, by szukał Parkera, który zna Spider-Mana i prosi, by nie krzywdził Parkera. Octavius odnajduje Petera i każe mu znaleźć Spider-Mana. Porywa Mary Jane, przez co Parker odzyskuje swoje moce. Jameson przyznaje, że mylił się co do Spider-Mana, a w tym czasie Parker zabiera swój strój z Daily Bugle i wyrusza za Octaviusem.
Podczas walki Parkera z Octaviusem, wpadają do pociągu metra. Octavius niszczy sterownię, ale zostawia Parkera w spokoju, dzięki czemu udaje się uratować pasażerów. Po utracie przytomności z wyczerpania wdzięczni pasażerowie ratują go przed upadkiem i zabierają w głąb pociągu. Widzą jego twarz, ale obiecują, że ta wiedza pozostanie w ukryciu. Bezskutecznie próbują go bronić, gdy Octavius powraca, aby go schwytać. Parker zostaje dostarczony Harry’emu.
Podarowawszy Octaviusowi tryt, Harry planuje zabić Spider-Mana, ale przeżywa szok, gdy odkrywa, że jest nim Parker. Ten przekonuje Harry’ego, by wskazał mu kryjówkę Octaviusa. Kiedy Parker dociera do laboratorium na nabrzeżu, próbuje niepostrzeżenie uratować Mary Jane. Jednak Octavius zauważa go i atakuje. W tym czasie reakcja nuklearna nabiera tempa. Parker ostatecznie ujawnia swoją tożsamość i przekonuje Octaviusa, żeby pozwolił swoim marzeniom służyć dobru ogółu. Octavius rozkazuje mackom, aby były mu posłuszne i poświęca swoje życie, niszcząc eksperyment. Mary Jane dostrzega prawdziwą tożsamość Parkera i odkrywa jego powody, dla których nie mogli być razem. Parker zwraca Mary Jane Johnowi i odchodzi.
Harry widzi swojego ojca w lustrze, który go błaga, by pomścił jego śmierć. Wściekły Harry zbija lustro, przez co odsłania się sekretne pomieszczenie, w którym znajdują się prototypy wyposażenia Zielonego Goblina. W dniu swojego ślubu Mary Jane zostawia Johna przy ołtarzu i biegnie do mieszkania Parkera. Po pocałunku słyszą policyjne syreny, a Mary Jane zachęca go do pomocy miastu jako Spider-Man.

## Obsada
- Tobey Maguire jako Peter Parker / Spider-Man, superbohater, genialny student fizyki na Uniwersytecie Columbia i fotograf dla Daily Bugle[4].
- Kirsten Dunst jako Mary Jane Watson, przyjaciółka Parkera, w której podkochiwał się od dziecka i zrezygnował ze związku z nią ze względu na jej bezpieczeństwo[4].
- James Franco jako Harry Osborn, syn Normana Osborna i najlepszy przyjaciel Parkera, który uważa, że Spider-Man zamordował jego ojca[5].
- Alfred Molina jako Otto Octavius / Doktor Octopus, naukowiec i wzór dla Parkera, który oszalał po nieudanym eksperymencie z samopodtrzymującą się reakcją fuzyjną. Posiada on cztery mechaniczne macki[6].
- Rosemary Harris jako May Parker, ciotka Petera Parkera i wdowa po Benie Parkerze[7].
- Donna Murphy jako Rosalie Octavius, żona Otto Octaviusa i jego asystentka[8].

Swoje role z pierwszego filmu powtórzyli: Willem Dafoe jako Norman Osborn/Zielony Goblin, nieżyjący ojciec Harry’ego pojawiający się w halucynacjach syna; Cliff Robertson jako Ben Parker, zamordowany wujek Parkera; J.K. Simmons jako J. Jonah Jameson, redaktor naczelny Daily Bugle, który uważa Spider-Mana za kryminalistę; John Paxton jako Bernard Houseman, lokaj rodziny Osbornów; Elizabeth Banks jako Betty Brant, recepcjonistka w Daily Bugle; Ted Raimi jako Ted Hoffman i Bill Nunn jako Robbie Robertson, pracownicy Daily Bugle. W filmie ponadto wystąpili: Daniel Gillies jako John Jameson, syn J.J. Jamesona, astronauta i narzeczony Watson; Dylan Baker jako Curt Connors, profesor fizyki na uczelni Parkera i kolega Octaviusa, Elya Baskin jako pan Ditkovitch, właściciel, od którego Parker wynajmuje mieszkanie oraz Mageina Tovah jako Ursula, jego córka.
W roli cameo pojawił się Stan Lee, twórca komików Marvel Comics, który ratuje kobietę podczas walki Spider-Mana z Doktorem Octopusem.

## Produkcja

### Rozwój projektu

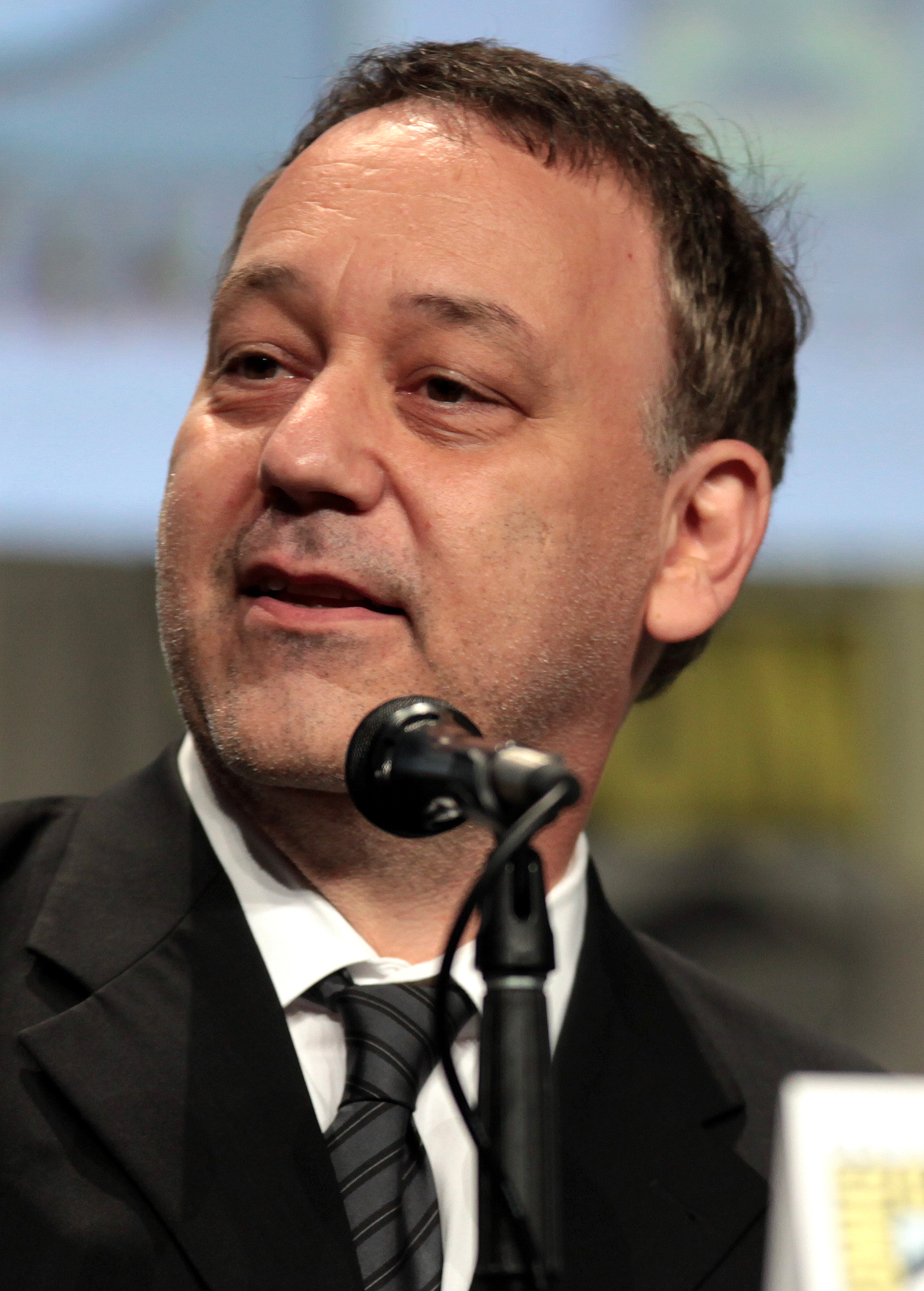
Sam Raimi, reżyser filmu

W maju 2002 roku, zaraz po premierze pierwszej części, Sony Pictures poinformowało, że druga część będzie miała premierę w 2004 roku. Film miał początkowo nosić tytuł The Amazing Spider-Man. Początkowo do napisania scenariusza zostali zatrudnieni Alfred Gough i Miles Millar. Później autor pierwszego filmu, David Koepp, został poproszony o napisanie swojej wersji, a we wrześniu studio zatrudniło Michaela Chabona. Sam Raimi wspólnie ze scenarzystą Alvinem Sargentem przejrzał wszystkie wcześniejsze pomysły i wybrał te najlepsze.

### Casting
Pod koniec lipca 2000 roku Tobey Maguire został obsadzony w tytułowej roli, a grudniu Kirsten Dunst jako Mary Jane Watson. Zarówno Maguire, jak i Dunst podpisali kontrakt na trzy filmy. W maju 2002 roku studio potwierdziło ich powrót w sequelu.
W lutym 2003 roku do obsady dołączył Alfred Molina jako Otto Octavius. Poinformowano również, że James Franco powróci jako Harry Osborn. W kwietniu tego samego roku dołączyli Donna Murphy jako Rosalie Octavius i Dylan Baker jako Curt Connors. W lipcu ujawniono, że swoje role powtórzą Rosemary Harris jako May Parker i J.K. Simmons jako J. Jonah Jameson, a Daniel Gillies zagra Johna Jamesona.

### Zdjęcia i postprodukcja
Zdjęcia rozpoczęły się 21 kwietnia 2003 roku w Nowym Jorku i Chicago. 13 maja ekipa przeniosła się do Los Angeles. Zdjęcia zakończyły się pod koniec października, natomiast dokrętki odbyły się na przełomie grudnia 2003 i stycznia 2004 roku. Za zdjęcia odpowiadał Bill Pope, scenografią zajął się Neil Spisak, a kostiumy zaprojektował James Acheson.
Montażem zajął się Bob Murawski. Efekty specjalne przygotowały studia: Sony Pictures Imageworks, Radium, Zoic Studios i Barbed Wire, a odpowiadali za nie John Dykstra i Scott Stokdyk.

## Muzyka
Do skomponowania muzyki do filmu zatrudniony został Danny Elfman. Ścieżka dźwiękowa Spider-Man 2 (Original Motion Picture Score) z muzyką Elfmana została wydana 27 lipca 2004 roku przez Columbia Records. Natomiast album koncepcyjny Music from and Inspired by Spider-Man 2 wydano 22 czerwca tego samego roku.
| Music from and Inspired by Spider-Man 2 – 2004 | Music from and Inspired by Spider-Man 2 – 2004 | Music from and Inspired by Spider-Man 2 – 2004 | Music from and Inspired by Spider-Man 2 – 2004 |
| Nr                                             | Tytuł utworu                                   | Wykonawca                                      | Długość                                        |
| ---------------------------------------------- | ---------------------------------------------- | ---------------------------------------------- | ---------------------------------------------- |
| 1.                                             | „Vindicated”                                   | Dashboard Confessional                         | 3:19                                           |
| 2.                                             | „Ordinary”                                     | Train                                          | 3:33                                           |
| 3.                                             | „Did You”                                      | Hoobastank                                     | 3:18                                           |
| 4.                                             | „Hold On”                                      | Jet                                            | 4:03                                           |
| 5.                                             | „Gifts and Curses”                             | Yellowcard                                     | 5:07                                           |
| 6.                                             | „Woman”                                        | Maroon 5                                       | 5:07                                           |
| 7.                                             | „This Photograph Is Proof (I Know You Know)”   | Taking Back Sunday                             | 4:12                                           |
| 8.                                             | „Give It Up”                                   | Midtown                                        | 3:42                                           |
| 9.                                             | „Lucky You”                                    | Lostprophets                                   | 4:25                                           |
| 10.                                            | „Who I Am”                                     | Smile Empty Soul                               | 3:14                                           |
| 11.                                            | „The Night That the Lights Went Out in NYC”    | The Ataris                                     | 3:35                                           |
| 12.                                            | „We Are”                                       | Ana Johnsson                                   | 3:55                                           |
| 13.                                            | „Someone to Die For”                           | Jimmy Gnecco, Brian May                        | 5:07                                           |
| 14.                                            | „Spidey Suite”                                 | Danny Elfman                                   | 4:00                                           |
| 15.                                            | „Doc Ock Suite”                                | Danny Elfman                                   | 3:52                                           |
|                                                |                                                |                                                | 1:00:29                                        |

| Spider-Man 2 (Original Motion Picture Score) – 2004 | Spider-Man 2 (Original Motion Picture Score) – 2004 | Spider-Man 2 (Original Motion Picture Score) – 2004 | Spider-Man 2 (Original Motion Picture Score) – 2004 |
| Nr                                                  | Tytuł utworu                                        | Autor                                               | Długość                                             |
| --------------------------------------------------- | --------------------------------------------------- | --------------------------------------------------- | --------------------------------------------------- |
| 1.                                                  | „Spider-Man 2 Main Title”                           | D. Elfman                                           | 3:21                                                |
| 2.                                                  | „M.J.’s New Life/Spidus Interruptus”                | D. Elfman                                           | 2:32                                                |
| 3.                                                  | „Dock Ock is Born”                                  | D. Elfman                                           | 2:23                                                |
| 4.                                                  | „Angry Arms/Rebuilding”                             | D. Elfman                                           | 2:51                                                |
| 5.                                                  | „A Phone Call/The Wrong Kiss/Peter’s Birthday”      | D. Elfman                                           | 2:07                                                |
| 6.                                                  | „The Bank/Saving May”                               | D. Elfman                                           | 4:27                                                |
| 7.                                                  | „The Mugging/Peter’s Turmoil”                       | D. Elfman                                           | 3:22                                                |
| 8.                                                  | „Dock Ock’s Machine”                                | D. Elfman                                           | 1:42                                                |
| 9.                                                  | „He’s Back!”                                        | D. Elfman                                           | 1:50                                                |
| 10.                                                 | „Train/Appreciation”                                | D. Elfman                                           | 6:16                                                |
| 11.                                                 | „Aunt May Packs”                                    | D. Elfman                                           | 2:51                                                |
| 12.                                                 | „Armageddon/A Really Big Web!”                      | D. Elfman                                           | 6:28                                                |
| 13.                                                 | „The Goblin Returns”                                | D. Elfman                                           | 1:37                                                |
| 14.                                                 | „At Long Last, Love”                                | D. Elfman                                           | 2:59                                                |
| 15.                                                 | „Raindrops Keep Fallin’ On My Head”                 | D. Elfman                                           | 3:15                                                |
|                                                     |                                                     |                                                     | 48:01                                               |

## Wydanie
Światowa premiera filmu Spider-Man 2 miała miejsce 22 czerwca 2004 roku w Los Angeles. Podczas wydarzenia uczestniczyła obsada i ekipa produkcyjna filmu oraz zaproszeni goście. Premierze towarzyszył czerwony dywan oraz szereg konferencji prasowych. Dla szerszej publiczności w Stanach Zjednoczonych film zadebiutował 30 czerwca tego samego roku. Premiera w Polsce odbyła się 20 sierpnia tego samego roku.

## Odbiór

### Box office
Film przy budżecie 200 milionów dolarów zarobił prawie 790 milionów, z czego ponad 370 milionów w Stanach Zjednoczonych i Kanadzie.
Do największych rynków poza Stanami Zjednoczonymi należały: Japonia (59,6 miliona), Wielka Brytania (49,7 miliona), Francja (40,2 miliona), Włochy (24,5 miliona) i Niemcy (24,3 miliona). W Polsce film zarobił niecały milion dolarów.

### Krytyka w mediach
Film spotkał się z pozytywną reakcją krytyków. W serwisie Rotten Tomatoes 93% z 274 recenzji uznano za pozytywne, a średnia ocen wystawionych na ich podstawie wyniosła 8,3 na 10. Na portalu Metacritic średnia ważona ocen z 41 recenzji wyniosła 83 punkty na 100. Natomiast według serwisu CinemaScore zajmującego się mierzeniem atrakcyjności filmów w Stanach Zjednoczonych publiczność przyznała mu ocenę A- w skali od F do A+.
Nathan Rabin z The A.V. Club określił film jako „zabawniejszy, mroczniejszy i budzący większe emocje niż jego poprzednik”. Dan Jolin z „Empire Magazine” stwierdził, że „Raimi po raz kolejny stworzył przebój, który skłania do myślenia równie mocno, jak uderza – jednym słowem, niesamowity”. Lisa Schwarzbaum z „Entertainment Weekly” oceniła film jako „triumfalną kontynuację trudnego do pokonania oryginału z 2002 roku, która może być pierwszym wielkim filmem na podstawie komiksów w dobie kontynuacji i magii CGI, w którym zarówno emocje, jak i terapeutyczny rozwój osobisty są dobrze wyważone”. A.O. Scott z „The New York Timesa” uznał, że „Spider-Man 2 jest pełen jaskrawości, hałasu i wyszukanych efektów specjalnych. Tyle należy się spodziewać. Ale jego wyróżnikami, co z radością informuję, są silne charaktery i szczere uczucia”. Todd McCarthy z „Variety” stwierdził, że Spider-Man 2 to „świetna rozrywka od początku do końca”, natomiast Peter Travers z „Rolling Stone’a” określił film „wszystkim, o co możesz poprosić podczas letniej zabawy”.
Marcin Kamiński z portalu Filmweb stwierdził, że „jeśli komuś podobała się część pierwsza, to sequelem na pewno się nie zawiedzie. Najnowsze dzieło Sama Raimiego to ponad dwie godziny dobrej zabawy, która – jeśli tylko przymkniemy oko na pompatyczne dialogi – każdego powinna wprawić w dobry humor”. Natomiast Michał Jakubowski z Film.org.pl przeciwnie ocenił film, pisząc, że „po zetknięciu się ze wspomnianą przychylnością recenzentów, z paroma obiecującymi opiniami, spodziewałem się udanej, porządnej adaptacji słynnego komiksu, nieskrępowanej i spektakularnej rozrywki, filmu, który spełni oczekiwania nie tylko fanów Sieciogłowego, ale i przeciętnego odbiorcy, dynamiczniejszej akcji, ciekawszej historii, lepiej nakreślonego bohatera – jakiegokolwiek wręcz progresu. I zawiodłem się. Spider-Man 2 jest według mnie porażką niemalże na całej linii”.

### Nagrody i nominacje
| Rok  | Ceremonia                                 | Kategoria                                                                     | Nominowani                                                                                               | Rezultat  | Przypis |
| ---- | ----------------------------------------- | ----------------------------------------------------------------------------- | --- | --------- | ------- |
| 2004 | Teen Choice Awards                        | Ulubiony film lata                                                            | Spider-Man 2                                                                                             | Wygrana   | [ 38 ]  |
| 2004 | Golden Schmoes Awards                     | Najbardziej przereklamowany film                                              | Spider-Man 2                                                                                             | Nominacja | [ 39 ]  |
| 2004 | Golden Schmoes Awards                     | Ulubiony film                                                                 | Spider-Man 2                                                                                             | Nominacja | [ 39 ]  |
| 2004 | Golden Schmoes Awards                     | Ulubiona postać                                                               | Doctor Octopus (Alfred Molina)                                                                           | Nominacja | [ 39 ]  |
| 2004 | Golden Schmoes Awards                     | Najlepsze efekty specjalne                                                    | Spider-Man 2                                                                                             | Wygrana   | [ 39 ]  |
| 2004 | Golden Schmoes Awards                     | Najlepszy zwiastun                                                            | Spider-Man 2                                                                                             | Wygrana   | [ 39 ]  |
| 2004 | Golden Schmoes Awards                     | Najlepsze wydanie DVD / Blu-ray                                               | Spider-Man 2                                                                                             | Nominacja | [ 39 ]  |
| 2004 | Golden Schmoes Awards                     | Najlepszy plakat filmowy                                                      | Spider-Man 2                                                                                             | Nominacja | [ 39 ]  |
| 2004 | Golden Schmoes Awards                     | Najlepsza scena akcji                                                         | Spider-Man 2                                                                                             | Wygrana   | [ 39 ]  |
| 2005 | People’s Choice Awards                    | Ulubiony film                                                                 | Spider-Man 2                                                                                             | Nominacja | [ 40 ]  |
| 2005 | People’s Choice Awards                    | Ulubiona filmowa kontynuacja                                                  | Spider-Man 2                                                                                             | Nominacja | [ 40 ]  |
| 2005 | People’s Choice Awards                    | Ulubione ekranowe dopasowanie                                                 | Kirsten Dunst, Tobey Maguire                                                                             | Nominacja | [ 40 ]  |
| 2005 | People’s Choice Awards                    | Ulubiony czarny charakter                                                     | Alfred Molina                                                                                            | Nominacja | [ 40 ]  |
| 2005 | Nagroda Brytyjskiej Akademii Filmowej     | Najlepsze efekty specjalne                                                    | John Dykstra, Scott Stokdyk, Anthony LaMolinara, John Frazier                                            | Nominacja | [ 41 ]  |
| 2005 | Nagroda Brytyjskiej Akademii Filmowej     | Najlepszy dźwięk                                                              | Paul N.J. Ottosson, Kevin O’Connell, Greg P. Russell, Jeffrey J. Haboush                                 | Nominacja | [ 41 ]  |
| 2005 | American Film Institute Awards            | Film roku                                                                     | Spider-Man 2                                                                                             | Wygrana   | [ 42 ]  |
| 2005 | Nagroda Akademii Filmowej                 | Najlepsze efekty specjalne                                                    | John Dykstra, Scott Stokdyk, Anthony LaMolinara, John Frazier                                            | Wygrana   | [ 43 ]  |
| 2005 | Nagroda Akademii Filmowej                 | Najlepszy dźwięk                                                              | Kevin O’Connell, Greg P. Russell, Jeffrey J. Haboush, Joseph Geisinger                                   | Nominacja | [ 43 ]  |
| 2005 | Nagroda Akademii Filmowej                 | Najlepszy montaż dźwięku                                                      | Paul N.J. Ottosson                                                                                       | Nominacja | [ 43 ]  |
| 2005 | Kids’ Choice Awards                       | Ulubiony film                                                                 | Spider-Man 2                                                                                             | Nominacja | [ 44 ]  |
| 2005 | Kids’ Choice Awards                       | Ulubiony aktor filmowy                                                        | Tobey Maguire                                                                                            | Nominacja | [ 44 ]  |
| 2005 | Broadcast Film Critics Association Awards | Najlepszy film familijny                                                      | Spider-Man 2                                                                                             | Nominacja | [ 45 ]  |
| 2005 | Broadcast Film Critics Association Awards | Najlepszy film popularny                                                      | Spider-Man 2                                                                                             | Wygrana   | [ 45 ]  |
| 2005 | MTV Movie Awards                          | Najlepszy film                                                                | Spider-Man 2                                                                                             | Nominacja | [ 46 ]  |
| 2005 | MTV Movie Awards                          | Najlepszy czarny charakter                                                    | Alfred Molina                                                                                            | Nominacja | [ 46 ]  |
| 2005 | MTV Movie Awards                          | Najlepsza scena akcji                                                         | Spider-Man 2                                                                                             | Nominacja | [ 46 ]  |
| 2005 | Saturn Awards                             | Najlepszy film fantasy                                                        | Spider-Man 2                                                                                             | Wygrana   | [ 47 ]  |
| 2005 | Saturn Awards                             | Najlepszy aktor                                                               | Tobey Maguire                                                                                            | Wygrana   | [ 47 ]  |
| 2005 | Saturn Awards                             | Najlepszy aktor drugoplanowy                                                  | Alfred Molina                                                                                            | Nominacja | [ 47 ]  |
| 2005 | Saturn Awards                             | Najlepszy scenariusz                                                          | Alvin Sargent                                                                                            | Wygrana   | [ 47 ]  |
| 2005 | Saturn Awards                             | Najlepsza reżyseria                                                           | Sam Raimi                                                                                                | Wygrana   | [ 47 ]  |
| 2005 | Saturn Awards                             | Najlepsza muzyka                                                              | Danny Elfman                                                                                             | Nominacja | [ 47 ]  |
| 2005 | Saturn Awards                             | Najlepsze efekty specjalne                                                    | John Dykstra, Scott Stokdyk, Anthony LaMolinara, John Frazier                                            | Wygrana   | [ 47 ]  |
| 2005 | Saturn Awards                             | Najlepsze specjalne wydanie DVD                                               | Spider-Man 2                                                                                             | Nominacja | [ 47 ]  |
| 2005 | Satellite Awards                          | Najlepsza muzyka                                                              | Danny Elfman                                                                                             | Nominacja | [ 48 ]  |
| 2005 | Satellite Awards                          | Najlepsze efekty specjalne                                                    | John Dykstra, Scott Stokdyk, Anthony LaMolinara, John Frazier                                            | Nominacja | [ 48 ]  |
| 2005 | Satellite Awards                          | Najlepsze zdjęcia                                                             | Anette Haellmigk, Bill Pope                                                                              | Nominacja | [ 48 ]  |
| 2005 | Satellite Awards                          | Najlepszy aktor drugoplanowy w dramacie                                       | Alfred Molina                                                                                            | Nominacja | [ 48 ]  |
| 2005 | Satellite Awards                          | Najlepszy dźwięk                                                              | Greg P. Russell, Jeffrey J. Haboush, Joseph Geisinger, Kevin O’Connell, Paul N.J. Ottosson, Susan Dudeck | Nominacja | [ 48 ]  |
| 2005 | Satellite Awards                          | Najlepszy montaż                                                              | Bob Murawski                                                                                             | Nominacja | [ 48 ]  |
| 2005 | Satellite Awards                          | Najlepsze wydanie DVD                                                         | Spider-Man 2                                                                                             | Wygrana   | [ 48 ]  |
| 2005 | Satellite Awards                          | Najlepsze dodatki w wydaniu DVD                                               | Spider-Man 2                                                                                             | Nominacja | [ 48 ]  |
| 2005 | Hugo Awards                               | Najlepsza prezentacja dramatyczna – długa forma                               | Alvin Sargent, Sam Raimi                                                                                 | Nominacja | [ 49 ]  |
| 2005 | Empire Awards                             | Najlepszy aktor                                                               | Tobey Maguire                                                                                            | Nominacja | [ 50 ]  |
| 2005 | Empire Awards                             | Najlepszy reżyser                                                             | Sam Raimi                                                                                                | Wygrana   | [ 50 ]  |
| 2005 | VES Awards                                | Najlepszy pojedynczy efekt specjalny                                          | John Dykstra, Lydia Bottegoni, Dan Abrams, John Monos                                                    | Nominacja | [ 51 ]  |
| 2005 | VES Awards                                | Najlepsza kompozycja w filmie aktorskim                                       | Colin Drobnis, Greg Derochie, Blaine Kennison, Ken Lam                                                   | Wygrana   | [ 51 ]  |
| 2005 | VES Awards                                | Najlepiej wykreowane środowisko w filmie aktorskim                            | Dan Abrams, David Emery, Andrew Nawrot, John Hart                                                        | Wygrana   | [ 51 ]  |
| 2005 | VES Awards                                | Najlepszy występ aktora lub aktorki w filmie przy udziale efektów specjalnych | Alfred Molina                                                                                            | Wygrana   | [ 51 ]  |
| 2005 | VES Awards                                | Najlepsze efekty specjalnie w filmie, gdzie efekty odgrywają główną rolę      | John Dykstra, Lydia Bottegoni, Anthony LaMolinara, Scott Stokdyk                                         | Nominacja | [ 51 ]  |
| 2005 | VES Awards                                | Najlepsze efekty specjalne służące efektom wizualnym w filmie aktoskim        | John Frazier, James D. Schwalm, James Nagle, David Amborn                                                | Nominacja | [ 51 ]  |
| 2005 | Teen Choice Awards                        | Ulubiony czarny charakter                                                     | Alfred Molina                                                                                            | Nominacja | [ 52 ]  |

## Kontynuacja
W marcu 2004 roku Sony Pictures potwierdziło, że planowana jest trzecia część, i że na stanowisku reżysera powróci Sam Raimi. Raimi napisał scenariusz wspólnie z Ivanem Raimim i Alvinem Sargentem. Spider-Man 3 miał premierę w 2007 roku. Tobey Maguire powrócił w tytułowej roli. Głównymi jego przeciwnikami byli Thomas Haden Church jako Sandman i Topher Grace jako Eddie Brock / Venom.
W 2008 roku rozpoczęto przygotowania do produkcji Spider-Man 4, a Raimi miał powrócić na stanowisko reżysera. Maguire i Kirsten Dunst mieli powtórzyć swoje role z poprzednich części. Amerykańska data premiery została zapowiedziana na 6 maja 2011 roku. W październiku tego samego roku James Vanderbilt został zatrudniony do napisania scenariusza. Nad scenariuszem pracowali również David Lindsay-Abaire i Gary Ross. Vanderbilt został również zobowiązany przez studio do napisania scenariusza do kolejnych filmów: Spider-Man 5 i Spider-Man 6.
W grudniu 2009 roku poinformowano, że John Malkovich negocjuje rolę Adriana Toomesa / Vulture’a, a Anne Hathaway ma zagrać Felicję Hardy. W styczniu 2010 roku Sony Pictures ogłosiło, że studio anulowało dalszą produkcję czwartej części z powodu odejścia Raimiego. Raimi według doniesień zrezygnował z projektu z powodu niemożności dotrzymania planowanej amerykańskiej premiery filmu w 2011 roku. Reżyserowi również nie odpowiadał żaden z czterech zaproponowanych scenariuszy.
W lipcu 2007 roku poinformowano, że planowany jest spin-off trylogii Raimiego skoncentrowanego wokół postaci Eddiego Brocka / Vemoma z Topherem Grace’em w głównej roli. Jacob Aaron Estes został zatrudniony do napisania scenariusza. W grudniu 2008 roku zastąpili go Rhett Reese i Paul Wernick. Reżyserią miał zająć się Gary Ross. Jednak projekt w takiej wersji został anulowany. Studio podejmowało różne próby powrotu do niego. Ostatecznie w 2018 roku premierę miał film Venom w reżyserii Rubena Fleischera i ze scenariuszem Scotta Rosenberga, Jeffa Pinknera, Kelly Marcel i Willa Bealla, który nie jest powiązany z żadnym filmem o Spider-Manie. W tytułowej roli wystąpił Tom Hardy.

## Reboot:Niesamowity Spider-Man
W styczniu 2010 roku poinformowano, że Sony Pictures planuje reboot serii z nowym aktorem w tytułowej roli z premierą w 2012 roku. Andrew Garfield został obsadzony w tytułowej roli. Głównym złoczyńcą filmu został Curt Connors / Jaszczur, którego zagrał Rhys Ifans. Niesamowity Spider-Man został wyreżyserowany przez Marka Webba, a za scenariusz odpowiadali James Vanderbilt, Alvin Sargent i Steve Kloves. W sierpniu 2011 roku Sony Pictures wyznaczyło datę premiery sequela. Niesamowity Spider-Man 2 miał premierę w 2014 roku. Przeciwnikami Spider-Mana byli Max Dillon / Electro zagrany przez Jamiego Foxxa oraz Harry Osborn / Zielony Goblin, a w tę rolę wcielił się Dane DeHaan. Webb ponownie zajął się reżyserią, a scenariusz napisali Alex Kurtzman, Roberto Orci i Jeff Pinkner.
W 2013 roku studio poinformowało, że Niesamowity Spider-Man 3 będzie miał premierę w 2016 roku. Kurtzman, Orci i Pinkner ponownie mieli zająć się scenariuszem. Na 2018 rok wyznaczona została również data czwartej części. Rozpoczęto pracę także nad tworzeniem spin-offów serii: Sinister Six miał datę premiery zaplanowaną na 2016 rok, a stanowisko reżysera i scenarzysty objął Drew Goddard. Kurtzman, Orci i Ed Solomon zostali zatrudnieni do napisania scenariusza do Venoma, a Kurtzman miał zająć się również jego reżyserią. We wstępnej fazie produkcji były też filmy o Felicji Hardy / Black Cat ze scenariuszem Lisy Joy Nolan oraz Spider-Man 2099 z zaplanowaną datą premiery na koniec 2017 roku. Film o Venomie początkowo był planowany jako spin-off filmu Spider-Man 3 Sama Raimiego.
Początkowo studio przełożyło datę premiery trzeciej części na 2018 roku bez ustalania daty dla czwartej. Ostatecznie kontynuacje i spin-offy w planowanej wersji zostały anulowane.

## Reboot: Filmowe Uniwersum Marvela
W 2014 roku po ataku hackerskim wyciekły do opinii publicznej maile z Sony Pictures, w którym studio rozważało powrót Sama Raimiego na stanowisko reżysera, jak i nową serię w porozumieniu z Marvel Studios oraz włączeniu postaci do franczyzy Filmowego Uniwersum Marvela. W 2015 roku porozumienie między studiami zostało osiągnięte i w lutym oficjalnie poinformowano, że Spider-Man zostanie włączony do MCU. W roli Petera Parkera został obsadzony Tom Holland. Postać pojawiła się po raz pierwszy w filmie Kapitan Ameryka: Wojna bohaterów. W 2017 roku premierę miał Spider-Man: Homecoming w reżyserii Jona Wattsa. Głównym przeciwnikiem Spider-Mana został Michael Keaton jako Adrian Toomes / Vulture. W filmie pojawiły się postacie przedstawione w innych filmach franczyzy: Jon Favreau jako Happy Hogan, Gwyneth Paltrow jako Pepper Potts, Chris Evans jako Steve Rogers / Kapitan Ameryka, Martin Starr jako Roger Harrington i Robert Downey Jr. jako Tony Star / Iron Man. Holland później powtórzył swoją rolę w Avengers: Wojna bez granic z 2018 i Avengers: Koniec gry z 2019 roku.
W 2019 roku premierę miał drugi film z serii Spider-Man: Daleko od domu, ponownie w reżyserii Wattsa. Antagonistą w filmie był Quentin Beck / Mysterio, którego zagrał Jake Gyllenhaal. Podobnie jak w pierwszej części pojawiły się też inne postacie z franczyzy. Ponownie pojawili się Favreau i Starr, ale również wystąpili: Samuel L. Jackson jako Nick Fury, Cobie Smulders jako Maria Hill, Ben Mendelsohn jako Talos i Sharon Blynn jako Soren. W sierpniu 2019 roku studia zakończyły współpracę wskutek braku porozumienia, ale miesiąc późnej Disney i Sony doszły jednak do nowego porozumienia dotyczącego trzeciej części i jednego dodatkowego filmu, obu jako części MCU. Premiera trzeciej części, Spider-Man: Bez drogi do domu, odbyła się pod koniec 2021 roku. Holland powrócił w tytułowej roli, a Watts na stanowisko reżysera. Favreau i Starr oraz Benedict Cumberbatch jako Stephen Strange i Benedict Wong jako Wong powtórzyli swoje role z poprzednich filmów Filmowego Uniwersum Marvela. Ponadto w filmie pojawili się Tobey Maguire i Andrew Garfield w alternatywnych wersjach Petera Parkera powtarzając swoje role z wcześniejszych filmów o Spider-Manie. Obok nich z tych filmów powrócili: Willem Dafoe jako Norman Osborn / Green Goblin, Alfred Molina jako Otto Octavius / Doktor Octopus, Jamie Foxx jako Max Dillon / Electro, Rhys Ifans jako Curt Connors / Jaszczur i Thomas Haden Church jako Flint Marko / Sandman.